# Estación de Glaris
La estación de Glaris (del alemán: Glarus Bahnhof) es la principal estación ferroviaria de la comuna suiza de Glaris, en el Cantón de Glaris.

## Situación
La estación se encuentra perfectamente integrada en el núcleo urbano de Glaris, situándose al este del centro del mismo. Consta de cuatro vías pasantes y de dos andenes, uno lateral y otro central; existiendo en toda la estación numerosas vías toperas para apartar vagones, además de un pequeño depósito que conserva una pequeña placa giratoria. 

## Servicios ferroviarios
Los servicios son operados por SBB-CFF-FFS:
- RE Zúrich - Pfäffikon SZ - Ziegelbrücke – Glaris – Schwanden – Linthal. Servicios cada dos horas.
- R Rapperswil - Ziegelbrücke – Glaris – Schwanden – Linthal. Servicios cada hora.

- Datos: Q5846306
- Multimedia: Glarus railway station / Q5846306